# Micronesia Mall
Micronesia Mall, ubicado en Dededo, es el mayor centro comercial de toda la isla de Guam. 
Es una mezcla entre el comercio de barrio y el estilo americano de centro comercial gigante. Micronesia Mall es el único que alberga tiendas de la cadena Macy's, siendo también la única tienda Macy's al oeste de Hawái. El centro cuenta también con boutiques de las prestigiosas marcas internacionales como Coach, Benetton, Guess y Levi's. Además, en lo que respecta a alimentación y ocio, posee un supermercado 24 horas, un elemento típico de los centros comerciales occidentales. En otro orden de cosas, cuenta con pequeño parque temático dentro del recinto del centro comercial, con  montañas rusas, carrusel, coches de choque y salas de recreativos. También hay en él una tienda de KB Toys, la cual es la más importante de Micronesia.

## Principales secciones del centro
- Funtastic Park (parque temático)
- Micronesia Mall Cines (con 12 salas)
- Macy's
- Payless Supermarket (supermercado)

## Apertura
El Micronesia Mall abrió sus puertas por primera vez el 8 de agosto de 1988, una fecha escogida por sus propietarios debido a que el número  “8” es considerado el número de la suerte por los chinos y otras culturas asiáticas, incluido Guam, así que la fecha 8/8/88 era la más apropiada para ello.